# トーヨーエイテック
トーヨーエイテック株式会社（Toyo Advanced Technologies）は、工作機械メーカー。
自動車メーカーとして知られるマツダの工作機械事業を分社、独立させたもの。内面研削盤で国内トップシェア。
本社はマツダの宇品工場にある。

## 概要
もともと、社内用として研削盤の製造を始めたことが事業の始まり。マツダは削岩機も製造するなど、他の自動車メーカーとは異なるバックボーンを持っており、それはロータリーエンジンの開発、製造に有効に作用したといわれる。（削岩機事業はサンドビックグループに営業譲渡した）
工作機械以外に、金属の表面処理（エンジン用硬質膜など）や自動車部品の製造もおこなう。

## 略歴
- 1929年（昭和4年）マツダが社内用として研削盤を製造、それ以降も自社開発、製造を続ける。
- 1950年（昭和25年）販売代理店を設立し、社外への販売を開始する。
- 1986年（昭和61年）研削盤をCNC制御とした。
- 1989年（昭和64年）マツダより独立し、トーヨーエイテックが設立された。
- 2012年（平成24年）マツダが株式の70%を伊藤忠商事に売却。
- 2016年（平成28年）マツダが伊藤忠商事より株式の20%を買い戻し、マツダと伊藤忠商事の折半出資となる。